# إحباط نفسي

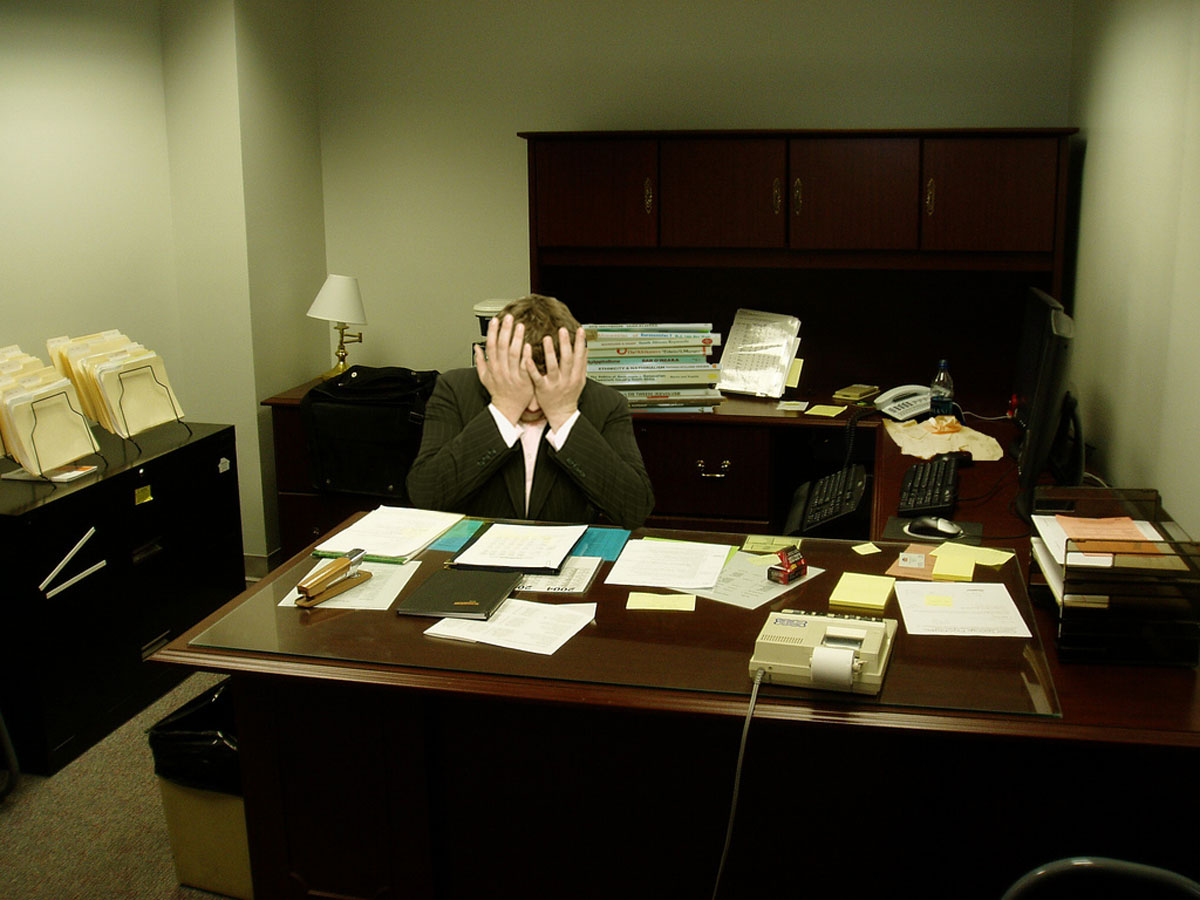
رجل محبط يجلس على مكتب.

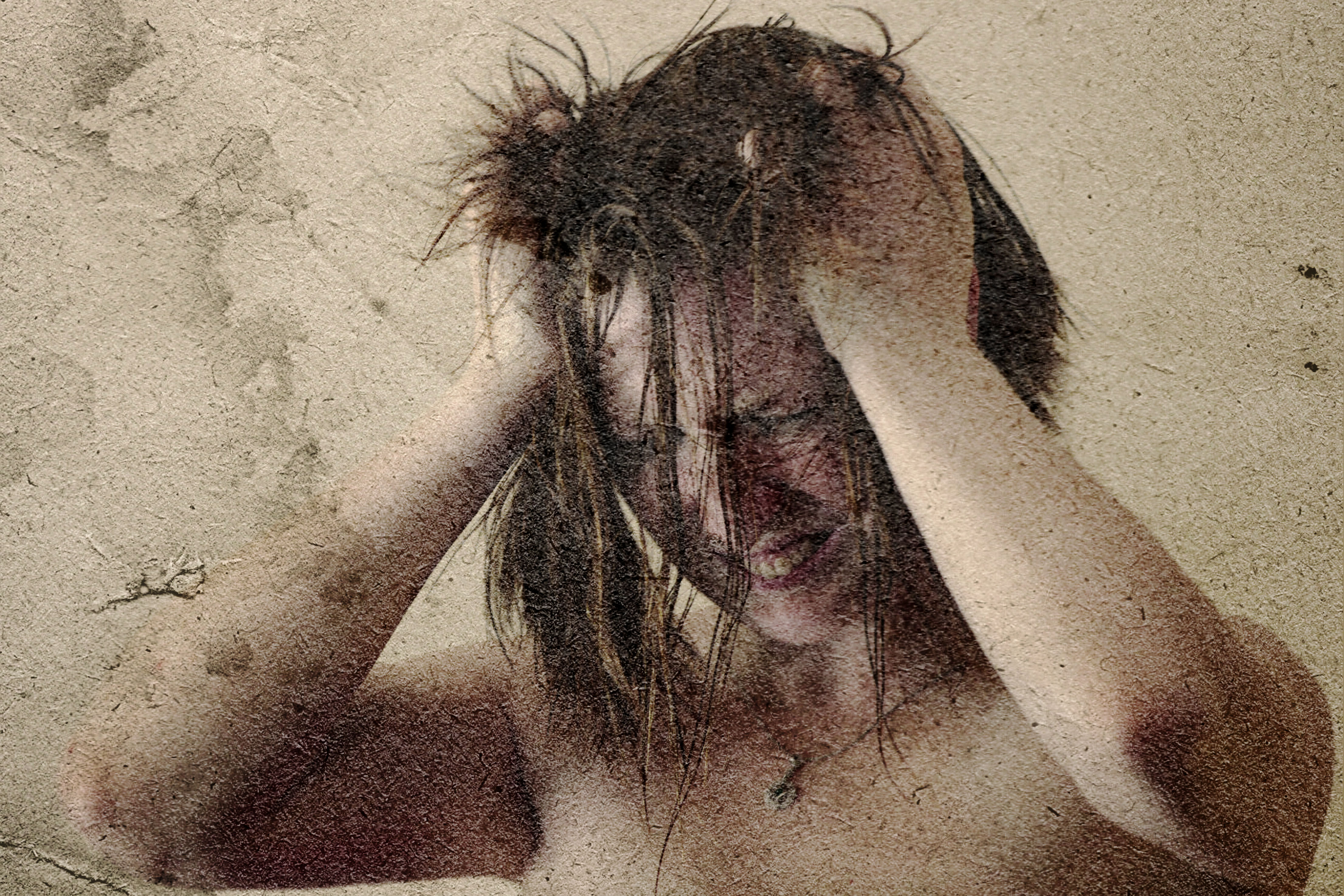
امرأة محبطة.

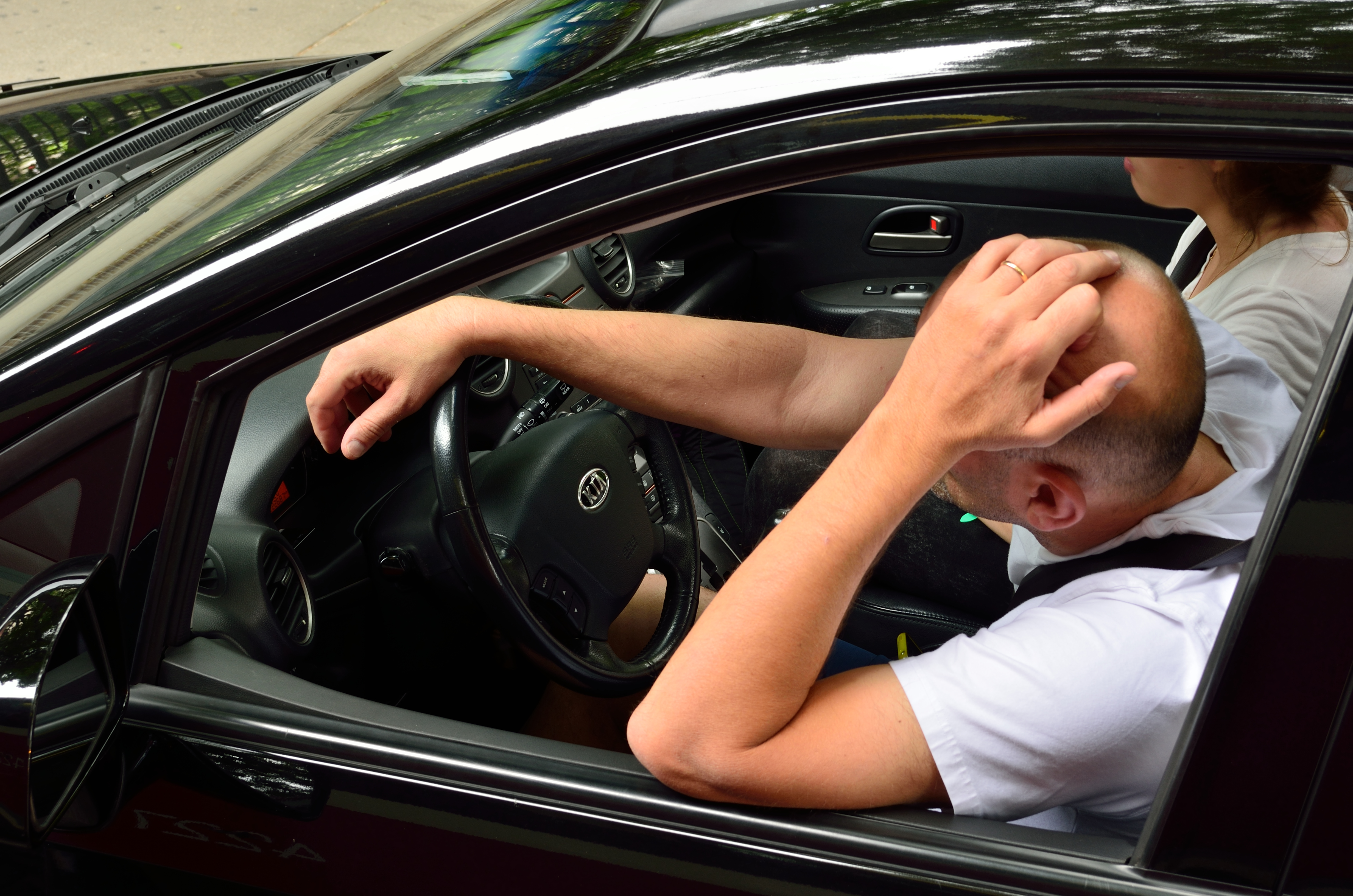
حالة إحباطٍ في زحام مروري.

الإحباط في علم النفس هو استجابة عاطفية شائعة للمعارضة المرتبطة بالغضب والانزعاج وخيبة الأمل، وينشأ من المقاومة المتصورة لتحقيق إرادة الفرد أو هدفه. ومن المرجح أن يزيد الإحباط حينما يحول المرء دُونَ تحقيقِ أحد الأهداف. وللإحباط نوعان: داخلي وخارجي. قد ينشأ الإحباط الداخلي من التحديات في تحقيق الأهداف الشخصية والرغبات والحاجات والاحتياجات الغريزية، أو التعامل مع أوجه القصور المتصورة، مثل عدم الثقة أو الخوف من المواقف الاجتماعية. فالصراع، مثلما يقعُ تكون للمرء أهداف متنافسة تتداخل مع بعضها البعض، يمكن أن يكون أيضًا مصدرًا داخليًا للإحباط ويمكن أن يسبب التنافر المعرفي. وتشمل الأسباب الخارجية للإحباط ظروف خارجة عن سيطرة الفرد، مثل الحاجز الجسدي أو مهمة صعبة أو إدراك الوقت الضائع.
فالإحباط هو الحيلولة دُونَ تحقيقِ المرءِ رغبةً مِن رغَباتِه أكان لهذه الرغبة ما يبررها أم لا، ويصاحب ذلك ضرب من الحسرة وخيبة الأمل، وهو مجموعة من مشاعر مؤلمة تنتج عن وجود عائق يحول دون إشباع حاجة من الحاجات أو معالجة مشكلة من المشكلات لدى الشخص. وربما يكون للإحباط دورٌ مهمٌ في تحقيق الصحة النفسية أو التحول بها إلى حالات المرض النفسي؛ فهو يعتبر من أهم العوامل المؤثرة على توافق الإنسان الشخصي.

## المسببات
ينشأ الإحباط من مشاعر عدم اليقين وانعدام الأمن الذي ينبع من الشعور بعدم القدرة على تلبية الاحتياجات. وإذا ما حُرِمَ الفرد من احتياجاته فمن المرجح أن يشعر بعدم الارتياح والإحباط، فعندما تتعرض هذه الاحتياجات للتجاهل أو لا تلقَ تلبية فمن المحتمل أن يتبعها الغضب والاكتئاب وفقدان الثقة بالنفس، وكذلك الإزعاج والعدوان وأحيانًا العنف. ويمكن سد الاحتياجات بطريقتين؛ داخلية وخارجية. ويحدث الحظر الداخلي في ذهن الإنسان، إما من خلال نقص القدرة والثقة والأهداف والرغبات المتضاربة أو المخاوف، فيما يحدث الحظر الخارجي لشخصٍ خارج عن سيطرته مثل حواجز الطرق المادية أو المهام الصعبة أو مضيعة للوقت. ويميل بعض الأشخاص إلى الشعور بالإحباط أكثر من غيرهم، ويدلّ على ذلك تقلّب المزاج في مرحلة المراهقة والعصبية في مرحلة البلوغ. ويرتبط الإحباط المزاجي بتغيّرات إدراكية منها تغيّرات في حميميَّة العلاقة حسب إحساس المُصَاب.

## الأعراض
- يمكن اعتبار الإحباط سلوكًا يستجيب للمشكلة ويمكن أن يكون له عدد من الآثار، اعتمادًا على الصحة العقلية للفرد.
- في الحالات الإيجابية، سيبني هذا الإحباط حتى مستوى أكبر من أن يتمكن الفرد من احتواءه أو السماح بالاستمرار فيه، وبالتالي ينتج إجراءات موجهة لحل المشكلة المتأصلة في تصرف لا يسبب ضررًا اجتماعيًا أو جسديًا. ( رد فعل للتنفيس عن الشعور بشكل لا يؤذي الشخص المحبط أو المجتمع من حوله), ومع ذلك، في الحالات السلبية، قد يدرك الفرد أن مصدر الإحباط خارج عن سيطرتهم، وبالتالي سيستمر الإحباط في البناء، مما يؤدي في النهاية إلى مزيد من السلوك الإشكالي (مثل رد الفعل العنيف ضد الظالمين أو الأعداء).[6]
- يحدث رفض عنيد الاستجابة للظروف الجديدة التي تؤثر على الهدف، مثل إزالة أو تعديل الحاجز، في بعض الأحيان قد يتسبب العقاب البدني القاسي في استمرار الأفراد في السلوك غير التكيفي بشكل أعمى: "إما أنه قد يكون له تأثير مخالف لتأثير المكافأة، وبالتالي، يثبط تكرار الفعل، أو، عن طريق العمل كعامل محبط، قد يؤدي إلى للتثبيت والأعراض الأخرى للإحباط أيضًا، ويترتب على ذلك أن العقاب أداة خطيرة، لأنه غالبًا ما يكون له تأثيرات معاكسة تمامًا للآثار المرجوة[7]

## التسامح والتخطي
تحمل الإحباط هو قدرة المرء على مقاومة الشعور بالإحباط عند مواجهة المهام الصعبة. يرتبط تحمل درجة منخفضة من الإحباط بسمات الغضب ويرتبط مستوى أعلى من تحمل الإحباط بمستويات أقل من الغضب واستمرار أطول في المهام الصعبة. على سبيل المثال، قد يكون الطفل الذي يتحمل درجة عالية من الإحباط قادرًا على التعامل مع التحديات والإخفاقات المتكررة دون أن يعاني من إحباط كبير. يمكن للطفل سريع التحمل للإحباط أن يشعر بسرعة بالإحباط عندما يُطلب منه أداء مهام معتدلة الصعوبة.